# Stephan-Max Wirth

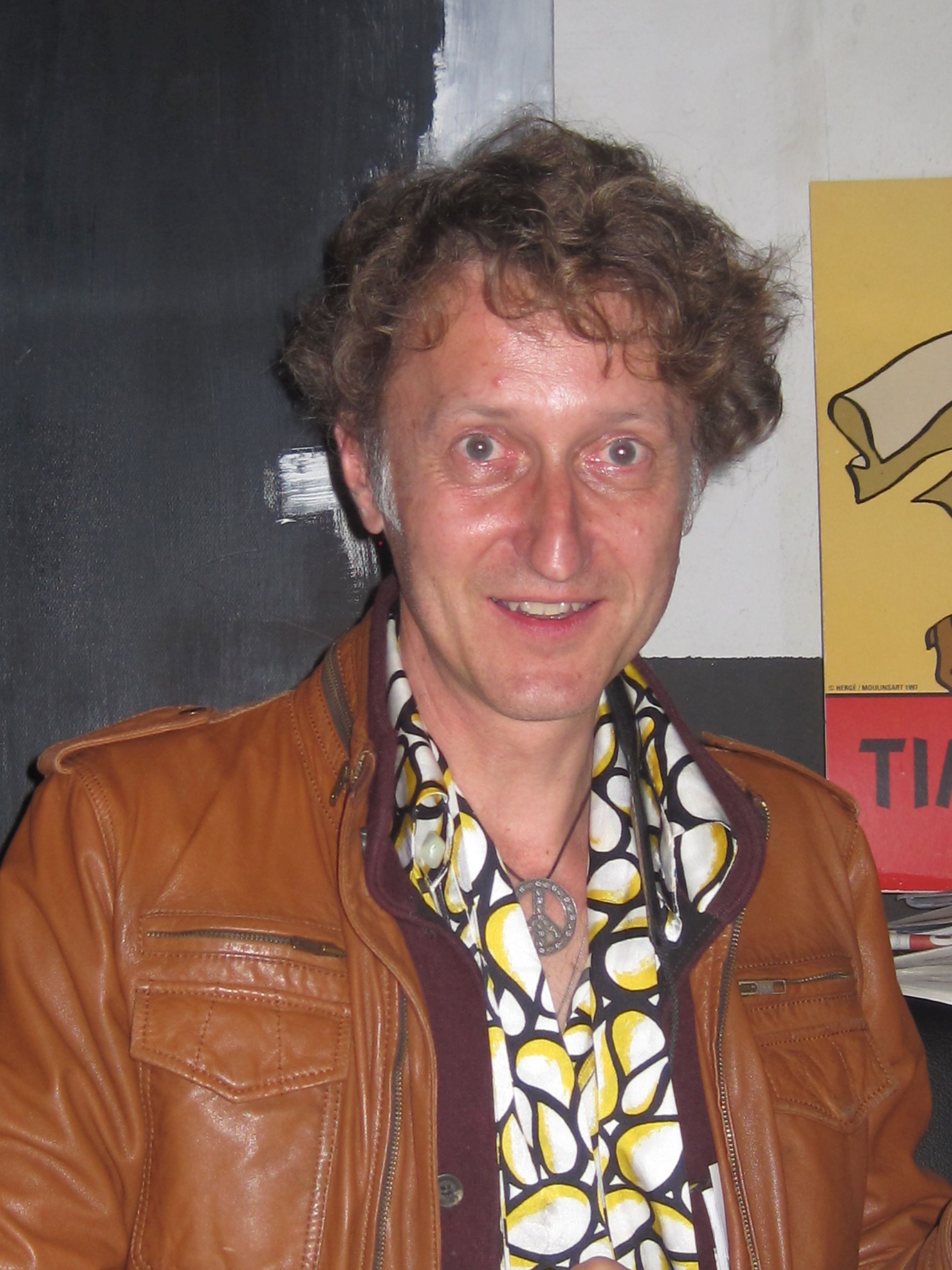
Stephan-Max Wirth, Marburg 2015

Stephan-Max Wirth (* 7. März 1968 in Tettnang) ist ein deutscher Jazzmusiker (Tenor- und Sopransaxophon), Komponist und Produzent.

## Leben und Wirken
Wirth erhielt seinen ersten Unterricht bei Leszek Zadlo in München. Nach Abschluss seines Studiums an der niederländischen Hochschule der Künste Arnheim bei Jörg Kaufmann kam er 1995 nach Köln. Seit 1999 lebt und arbeitet er in Berlin. Mit seinem eigenen 1992 gegründeten Stephan-Max Wirth Ensemble unternahm er internationale Tourneen, die ihn u. a. nach Portugal, Polen und Griechenland führten.
Wirth spielte u. a. mit Jens Winther, Peter Herbolzheimer, Julia Hülsmann, Hazel Leach, Tino Derado, Kevin Burrell, Thomasz Kupiez, Henning Wolter, André Nendza, Eric Schaefer, Christoph Hillmann, Bill Ramsey und Ack van Rooyen. 1993 gründete er sein eigenes Plattenlabel BOS.REC.
1996 entstand nach einem mehrtägigen Engagement im Athener Club Half Note ein Livealbum, das seine Gastspiele in Griechenland dokumentiert. Die Aufnahme Mythos (1997) stellt Chansons vor, die modal reharmonisiert und mit deutschem Gesang verbunden wurden.
Ausgewählte Kompositionen der 2001 erschienenen CD fish & monkey bearbeitete der Kölner Arrangeur Thomas Forkert für Big Band; das Titelstück fish and monkey ist im Repertoire zahlreicher Big Bands. 2004 veröffentlichte Stephan-Max Wirth das Album Illumination. Dabei wurde Obertongesang mit Modernjazz-Harmonik und Sitar-Linien verknüpft und damit eine ungewöhnliche Klangstruktur geschaffen. Für dieses Album erhielt er 2004 den Studioförderpreis des Berliner Senats.
Stephan-Max Wirth beschäftigte sich wiederholt mit Genre-übergreifenden Projekten. 2006 entstand das Bühnenstück DADA Republic! für Jazzensemble, 3 Tänzer und Live-Videoprojektion. Gemeinsam mit dem Leipziger Ballettdirektor Mario Schröder wurde eine Form entwickelt, den Jazz auf der Ebene von Ballett und Film fortzuführen. Der Idee zugrunde lag ein bis dahin nicht realisiertes Drehbuch des flämischen Dadaisten Paul van Ostaijen. Das Projekt wurde beim JazzFest Berlin'06 uraufgeführt. Weitere Aufführungen fanden am Markgrafentheater in Erlangen, beim Norddeutschen Tanztreffen in Greifswald, im Landeskulturzentrum Salzau und auf dem Theaterfestival Kiel statt. Die aus diesem Projekt hervorgegangene DVD/CD DADA Republic! Live at JazzFest Berlin wurde für die Bestenliste Preis der deutschen Schallplattenkritik nominiert. Die Filmpremiere fand 2009 am Bauhaus Dessau statt.
Beeinflusst durch den Tod der 2007 verstorbenen Alice Coltrane entstand 2009 das Album multiple pulse – a tribute to Alice Coltrane. Diese CD wurde für den JAZZ-ECHO deutscher Musikpreis 2010 in der Kategorie Ensemble des Jahres nominiert.

## Diskographische Hinweise
- The Noise of Starlight (1993)

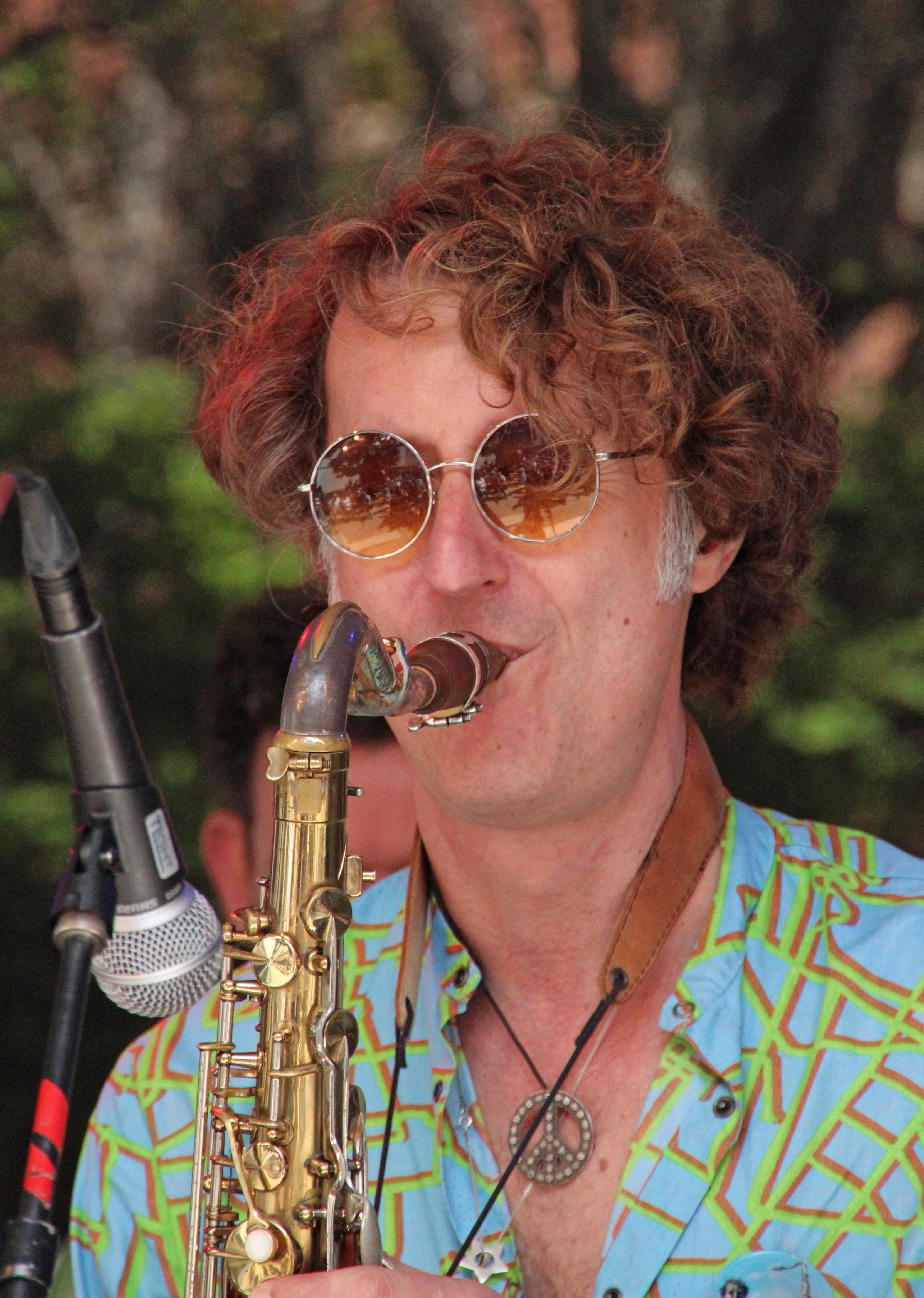
Stephan-Max Wirth (2017)

- Live at the Half Note Jazz Club Athens (1996)
- Mythos (1997)
- Jazzchanson (1999)
- fish & monkey (2001, mit Konstantin Wienstroer)
- Illumination (2004)
- DADA Republic! Jazz – Film – Dance CD/DVD (2008)
- Multiple Pulse – A Tribute to Alice Coltrane (2009)
- Passion (2012)
- The Inner Draft (2015)
- Live Experience. 25 years SMWE – the legendary live recordings of the 2010s (2019; mit Jaap Berends, Bub Boelens, Florian Hoefnagels)
- Stephan-Max Wirth Experience Printemps Fatal (Bos.Rec., 2023; mit Jaap Berends, Bub Boelens, Florian Hoefnagels)[6]